# Per Gavatin
Per Mikael Gavatin, född 1 maj 1977 och uppvuxen på Lidingö, är en skådespelare och manusförfattare. 
Gavatin har medverkat i TV-programmet Grotesco. Han har också skrivit manus till bland annat TV4:s humorsatsning Kontoret och SVT:s Playa del Sol. Han har skrivit manus till kortfilmen Yoghurt (2010) samt varit övrig medarbetare på långfilmen Bitchkram (2012).

## Regi (urval)
- 2014 – Remake

## Teater

### Roller (ej komplett)
| År   | Roll    | Produktion            | Regi           | Teater             |
| ---- | ------- | --------------------- | -------------- | ------------------ |
| 1998 | Wolrath | Djävulen Clive Barker | Erik Wernquist | Stockholms blodbad |